# Hagen (Delbrück)
Hagen ist ein Stadtteil von Delbrück in Nordrhein-Westfalen und besteht aus den Siedlungen Nordhagen und Sudhagen, in denen zusammen 2673 Einwohner leben.

## Geografie
Der Delbrücker Rücken, eine eiszeitliche Endmoräne, teilt den Ortsteil Hagen in Nord- und Sudhagen. Während Sudhagen der Siedlungsschwerpunkt ist und in den vergangenen Jahrzehnten kontinuierlich gewachsen ist, ist Nordhagen geprägt durch eine bäuerliche Struktur mit zahlreichen Einzelgehöften. Einen festen Kern gibt es hier nicht.
Im nördlichen Bereich von Nordhagen verläuft der Grubebach. Darüber hinaus wird der Siedlungsbereich Sudhagens im Norden vom Haustenbach, und im Süden vom Boker Kanal eingrenzt.

## Geschichte
Erste Siedlungsspuren stammen aus dem 12. und 13. Jahrhundert n. Chr. Die beiden Bauerschaften Nordhagen und Sudhagen gehörten bis zu den Napoleonischen Kriegen zum Küchenamt Delbrück im Hochstift Paderborn. Im Königreich Westphalen bildeten sie seit 1807 eine Gemeinde im Kanton Delbrück des Distrikts Paderborn im Departement der Fulda. 1816 kam die Gemeinde Hagen zum neuen Kreis Paderborn, in dem sie zum Amt Delbrück gehörte. Am 1. Januar 1975 wurde Hagen durch das Sauerland/Paderborn-Gesetz mit den übrigen Gemeinden dieses Amtes sowie mit den drei Lippegemeinden Anreppen, Bentfeld und Boke des Amtes Salzkotten-Boke des Kreises Büren zur neuen Stadt Delbrück im neuen Kreis Paderborn zusammengelegt. Rechtsnachfolgerin der Gemeinde Hagen ist die neue Stadt Delbrück.

## Wirtschaft
In Hagen ist das Zentrum der Delbrücker Möbelindustrie angesiedelt. Hier sind die Möbelhersteller Schröno (Polstermöbel) und Schröder (Wohnmöbel) seit Jahrzehnten ansässig und die Hauptarbeitgeber in Hagen im Möbelsektor.

## Kultur und Sehenswürdigkeiten
Sehenswert ist in Sudhagen Das gastliche Dorf, eine direkt an der Deutschen Alleenstraße zwischen Delbrück und Lippstadt gelegene Anlage restaurierter Bauernhöfe aus dem 16. und 18. Jahrhundert. Sehens- und besuchenswert in Nordhagen ist die Messe zum Erntedankfest, ausgerichtet von der 4. Kompanie der St.-Johannes-Schützenbruderschaft.